# Ägyptische Finsternis (Bulgakow)
Ägyptische Finsternis (russisch Тьма египетская, Tma jegipetskaja) ist eine Kurzgeschichte des sowjetischen Schriftstellers Michail Bulgakow, die 1925 in den Heften 26 und 27 der Moskauer Zeitschrift Medizinski rabotnik erschien. Der Autor übernahm die Geschichte in seine Sammlung Aufzeichnungen eines jungen Arztes. Der Titel ist zweideutig. Einmal meint er die verdunkelnde Wirkung eines spätnachmittäglichen Dezember-Schneesturmes und andermal die hinterwäldlerische Überzeugung des russischen Dorfbewohners jener Kriegsjahre. 
17. Dezember 1917: Der Ich-Erzähler leitet als Arzt ein Dorfkrankenhaus und feiert nach getaner Arbeit mit den Mitarbeitern, dem Feldscher Demjan Lukitsch und den Hebammen Anna Nikolajewna und Pelageja Iwanowna, seinen 24. Geburtstag. Draußen vor dem Fenster heult der Schneesturm. In der vierzig Werst entfernten Kreisstadt flimmern jetzt die Lichter. Hier im Dorf herrscht ägyptische Finsternis, bemerkt der Feldscher. Während der kleinen Feier mit ein paar Gläschen und geräucherten Sprotten aus der Stadt, dringt ein um die dreißig Jahre altes rosiges Frauchen ins Sprechzimmer vor und bittet um die nächste Flasche Tinct. Belladonnae. Der überraschte Feldscher kann es sich nur so erklären: Die Frau hat das ganze Dorf mit je fünf Tropfen bewirtet. Der Arzt verschreibt der enttäuschten Frau Baldrian. 
Während der Geburtstagsfeier kommt noch der eine und andere ähnliche Fall zur Sprache. Leopold, der Vorgänger des Ich-Erzählers, verschrieb einmal seinem Freund Fjodor Kossoi aus Dulzewo französische Senfpflaster gegen Kehlkopfentzündung. Das Mittel blieb wirkungslos. Der Patient hatte sich die Pflaster nicht zwischen die Schulterblätter, sondern darüber auf den Schafspelz geklebt.
Anna Nikolajewna steuert zum Thema Ägyptische Finsternis bei, die Frauen ließen sich lieber von der Quacksalberin entbinden. Da hatte in Dulzewo die Quacksalberin ihrer Kundin Raffinadezucker in den Geburtskanal geschoben; wollte mit Süßem das Kindchen locken. Auch einen Mundvoll Haare bekommt manche Kreißende von der Quacksalberin zu kauen. Und wenn sich das Kind bei falscher Kindslage wenden sollte, wurde die Kreißende von der Quacksalberin mit den Füßen an der Decke aufgehängt. Die Quacksalberin aus Korobowo habe beim Aufstechen der Fruchtblase dem Kind den Kopf lädiert.
Endlich ist die Feier vorüber und der Arzt geht zu Bett. Da wird er vom Müller Chudow aus Dulzewo gestört. Jeden Tag um Mitternacht bekäme dieser Patient Kopfschmerzen. Der Arzt diagnostiziert Malaria, nimmt den belesenen Müller in sein Krankenhaus auf und verschreibt Chinin, zehnmal, jeweils ein Pülverchen um Mitternacht zu nehmen. Pelageja Iwanowna meldet dem Doktor am nächsten Morgen entsetzt, der Müller habe um Mitternacht alle zehn Pülverchen auf einmal genommen. Der Arzt begibt sich zu dem Kranken, der doch einen gebildeten Eindruck gemacht hatte und erkundigt sich nach dessen Befinden. Die Antwort: „Vor meinen Augen herrscht ägyptische Finsternis.“

## Deutschsprachige Ausgaben
Verwendete Ausgabe:
- Ägyptische Finsternis. Aus dem Russischen von Thomas Reschke. S. 61–72 in Ralf Schröder (Hrsg.): Bulgakow. Die rote Krone. Autobiographische Erzählungen und Tagebücher. Volk & Welt, Berlin 1993, ISBN 3-353-00944-2 (= Bd. 5: Gesammelte Werke (13 Bde.))